# EMI Music Japan
EMI Music Japan Inc. (株式会社EMIミュージック・ジャパン, Kabushiki gaisha Īemuai Myūjikku Japan), anciennement Toshiba EMI (東芝イーエムアイ株式会社, Tōshiba Īemuai Kabushiki gaisha, également connu sous le nom TOEMI), est un label de musique japonais. Il devient une filiale à 100 % du major du disque EMI en 2007 après que Toshiba a décidé de vendre ses parts détenues alors à hauteur de 45 %,.